# Taraxacum guntense
Taraxacum guntense là một loài thực vật có hoa trong họ Cúc. Loài này được Dengub. miêu tả khoa học đầu tiên năm 1982.